# James Bond

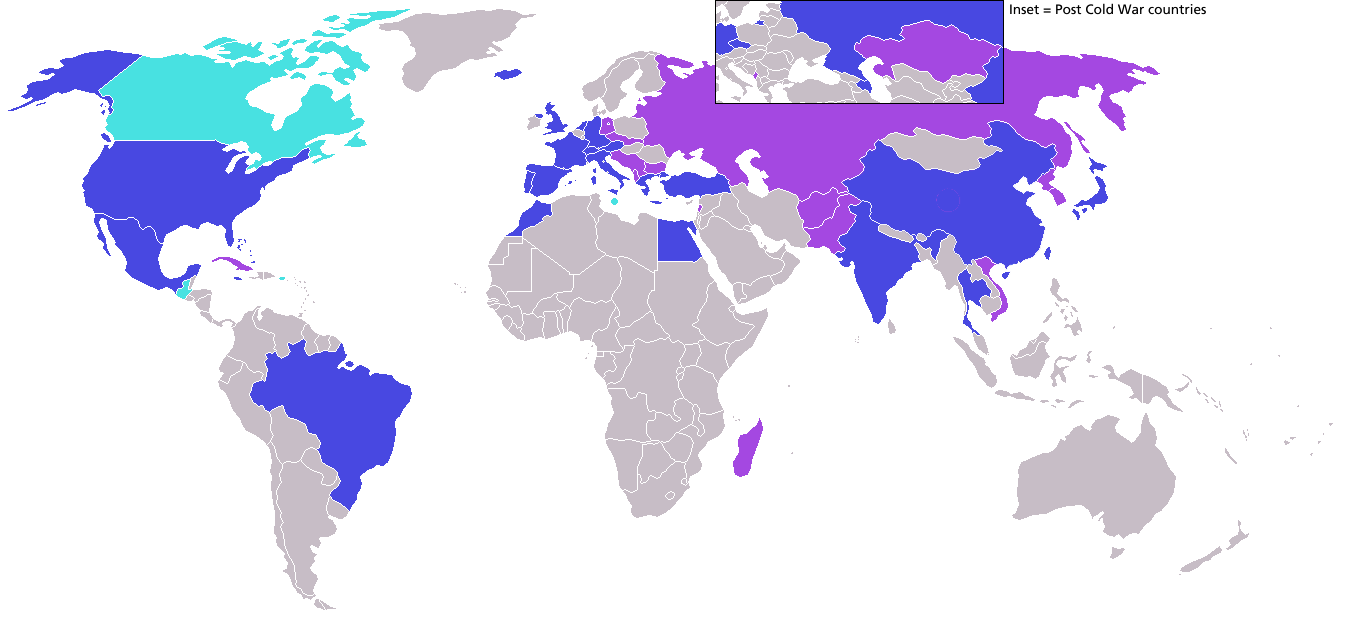
Země, které James Bond ve filmu navštívil a kde se také natáčel film.
Země, které Bond ve filmu navštívil, ale nenatáčelo se v nich.
Země, ve kterých se natáčelo, ale Bond je nenavštívil ve filmu.

James Bond, také známý jako agent 007 (v anglickém originále výslovnost [dabl ou sevn]), je fiktivní britský tajný agent, sloužící v britské tajné službě MI6. Postavu vytvořil spisovatel Ian Fleming roku 1952, po jeho smrti v roce 1964  psali literární příběhy i další autoři.
Do roku 2021 také vzniklo 27 celovečerních filmů s hlavní postavou Jamese Bonda, z toho 25 z produkce společnosti Eon Productions. Kromě románů a filmů se prominentní postava Bonda objevuje také v různých počítačových hrách či komiksech. Postava se stala předmětem parodií (například československý film Konec agenta W4C prostřednictvím psa pana Foustky nebo snímek Johnny English a navazující).

## Historie
Ian Fleming začal psát knihy o Jamesi Bondovi v lednu 1952. V té době Fleming pracoval jako manažer v oblasti zahraničí pro Kemsley Newspapers, vlastníka The Daily Express v Londýně. Dříve než Fleming tuto pozici přijal, vyžádal si mít ve smlouvě bod týkající se každoroční dvouměsíční dovolené – tedy období, které trávil na Jamajce psaním románů. Mezi léty 1953 a 1964, kdy zemřel, publikoval Fleming dvanáct knih a jednu sbírku krátkých povídek (druhá sbírka byla vydána až po jeho smrti). Později byly napsány navazující romány, jejichž autory byli Kingsley Amis (jako Robert Markham), John Gardner, Geoffrey Jenkins, Charlie Higson a Raymond Benson, jenž byl prvním americkým autorem knih s Jamesem Bondem. Série knih s názvem Mladý Bond byla odstartována Charliem Higsonem v roce 2005.
V červenci 2007 bylo oznámeno, že Sebastian Faulks byl pověřen napsáním nové bondovky na připomínku stého výročí Flemingova narození. Tato kniha s názvem Peklo pro zvané byla vydána v březnu 2008.
Pro napsání další bondovky dostal od dědiců Iana Fleminga důvěru Jeffery Deaver, autor například série příběhů geniálního detektiva Lincolna Rhyma. Jeho kniha byla v Česku vydána v roce 2011 s názvem Nula stupňů volnosti.

### Inspirace
Ian Fleming vymyslel postavu Jamese Bonda během dovolené ve svém jamajském sídle Zlaté oko (Golden Eye – později též název pro jeden z filmů) v únoru 1952. Bond získal svoje jméno po americkém ornitologovi Jamesi Bondovi, expertovi na karibské ptáky a autorovi publikace Ptáci Západní Indie (Birds of the West Indies); jakožto horlivý pozorovatel ptáků měl i Fleming na tomto svém sídle kopii této publikace. Zajímavostí je, že ve 20. bondovce Dnes neumírej se James Bond při setkání s Halle Berryovou vydává právě za ornitologa.
Fleming sám popsal vznik jména takto: „Chtěl jsem co nejjednodušší, jednotvárně a prostě znějící jméno, které jsem mohl najít, a 'James Bond' zněl lépe než cokoli jiného. Kolem něj se stane řada zvláštních událostí, ale on bude neutrální anonymní postavou a tupým nástrojem ovládaným ministerstvy.“
Mezi novináři se nicméně spekulovalo o nějakém reálném agentovi, po němž mohl být James Bond pojmenován. Ačkoliv se dotyční agenti Bondovi podobají, Fleming ani jeho životopisci, jako John Pearson či Andrew Lycett, je jako inspiraci pro Bonda ve svých dílech nepotvrdili. Jako předobrazy Bonda bývají uváděni dominikánský diplomat Porfirio Rubirosa nebo skotský voják Fitzroy Maclean.

### Postavy
- James Bond (agent 007) – hlavní postava, komandér (fregatní kapitán, angl. commander) britské tajné služby MI6.
- M – ředitel/ka britské tajné služby, od jména první M jménem Emma.
- Q – výstrojní důstojník britské tajné služby, který se svým oddělením vybavuje agenty technickým vybavením. Někdy oslovovaný jako Major Boothroyd. Zkratka slova Quartermaster (proviantní důstojník).
- Moneypenny – sekretářka M, flirtuje s Jamesem Bondem. V posledních dílech se stává emancipovanou ženou a jmenuje se Eve.
- Felix Leiter – zástupce americké CIA; v prvních bondovkách běloch, v posledních bondovkách černoch.
- Jack Wade – zástupce americké CIA (v dílech s Piercem Brosnanem).
- Bond girl – dívka (dívky), která má milostný vztah s Jamesem Bondem.

### Knihy napsané Ianem Flemingem
| Pořadí | Český název                       | Původní anglický název             | Rok vydání |
| ------ | --------------------------------- | ---------------------------------- | ---------- |
| 1.     | Casino Royale                     | Casino Royale                      | 1953       |
| 2.     | Žít a nechat zemřít               | Live and Let Die                   | 1954       |
| 3.     | Moonraker                         | Moonraker                          | 1955       |
| 4.     | Diamanty jsou věčné               | Diamonds Are Forever               | 1956       |
| 5.     | Srdečné pozdravy z Ruska          | From Russia with Love              | 1957       |
| 6.     | Dr. No                            | Dr. No                             | 1958       |
| 7.     | Goldfinger                        | Goldfinger                         | 1959       |
| 8.     | Velmi důvěrné                     | For Your Eyes Only                 | 1960       |
| 9.     | Thunderball                       | Thunderball                        | 1961       |
| 10.    | —                                 | The Spy Who Loved Me               | 1962       |
| 11.    | V tajné službě Jejího Veličenstva | On Her Majesty’s Secret Service    | 1963       |
| 12.    | Žiješ jenom dvakrát               | You Only Live Twice                | 1964       |
| 13.    | Muž se zlatou zbraní              | The Man with the Golden Gun        | 1965       |
| 14.    | —                                 | Octopussy and The Living Daylights | 1966       |

### Vydávání v Česku
V roce 1968 vycházel na pokračování v deníku Svobodné slovo román Doktor No, o rok později tamtéž román Goldfinger. Knižně byl Bond poprvé česky vydán roku 1970, šlo o opět o román Goldfinger, avšak pod názvem Zlatý fantóm ve vydavatelství Magnet. Další knižní bondovky byly vydány až po pádu komunistického režimu, v roce 1991 se jako první objevily romány Dr. No a Goldfinger.

## Adaptace

### Film a televize
Postava Jamese Bonda se poprvé objevila už roku 1954 v epizodě Casino Royale televizního seriálu Climax!. Ve filmu pak postava Jamese Bonda existuje od roku 1962, společnost Eon Productions s ní natočila celkem 25 filmů. Za tu dobu se z této série stala kultovní záležitost. Dále vznikly i dva filmy mimo Eon Productions. Majitelem většiny autorských práv na Jamese Bonda je Danjaq, v případě 20 filmů společně s MGM.
Většinu filmů od Eon Productions produkovali Albert R. Broccoli a Harry Saltzman, než se Broccoli stal v roce 1974 výhradním producentem. Jeho dcera Barbara Broccoliová a jeho nevlastní syn Michael G. Wilson po něm převzali produkování série v roce 1995.
Představiteli Bonda ve filmech Eon Productions se postupně stali:
- Sean Connery (6 filmů, 1962–1967, 1971)
- George Lazenby (1 film, 1969)
- Roger Moore (7 filmů, 1973–1985)
- Timothy Dalton (2 filmy, 1987–1989)
- Pierce Brosnan (4 filmy, 1995–2002)
- Daniel Craig (5 filmů, 2006–2021)

Broccoliho rodinná firma Danjaq, L.L.C. spoluvlastní filmovou sérii o Jamesi Bondovi se společností United Artists od poloviny sedmdesátých let, kdy Saltzman prodal UA svůj podíl ve společnosti Danjaq. V současnosti[kdy?] sérii distribuuje konsorcium Comcast/Sony prostřednictvím mateřské společnosti Metro-Goldwyn-Mayer, která je mateřskou organizací společnosti United Artists.
Dvě další bondovky byly natočeny nezávisle na Eon: Casino Royale z roku 1967, kde hrál Bonda David Niven, a Nikdy neříkej nikdy z roku 1983, kde si Bonda zahrál opět Sean Connery. V první americké televizní adaptaci Flemingova románu Casino Royale z roku 1954 byl představitelem Bonda americký herec Barry Nelson.
Od 21. filmu (Casino Royale) hrál Bonda anglický herec Daniel Craig. Posledním filmem s jeho potvrzenou účastí (v pořadí 25.) se stal Není čas zemřít, ohlášený původně na duben 2020, avšak kvůli koronavirové pandemii odložený zprvu na listopad téhož roku a poté na jaro roku následujícího. Premiéra nakonec proběhla na podzim roku 2021.
V roce 1991 byl vysílán dětský animovaný seriál James Bond Junior o stejnojmenném synovci James Bonda.

#### Hudba ve filmech
Filmové bondovky doprovází hudba složená pro tuto sérii, včetně oficiálních titulních a druhých skladeb a charakteristických motivů, tzv. James Bond Theme a 007 Theme. První z nich složil Monty Norman pro snímek Dr. No (1962), druhý vytvořil John Barry pro druhý film Srdečné pozdravy z Ruska (1963). Zatímco Norman pracoval výhradně na prvním filmu, Barry zůstal s hudební tvorbou pro bondovky spojen čtvrt století a je podepsán pod partiturami celkem k 11 snímkům. Pětici titulů na přelomu tisíciletí hudebně doprovodil David Arnold, jehož u dvou následujících vystřídal Thomas Newman.

#### Filmy Eon Productions
| Č. | Český název                       | Původní anglický název          | Premiéra | Představitel Bonda | Tržby           |
| -- | --------------------------------- | ------------------------------- | -------- | ------------------ | --------------- |
| 1  | Dr. No                            | Dr. No                          | 1962     | Sean Connery       | 59 600 000 $    |
| 2  | Srdečné pozdravy z Ruska          | From Russia With Love           | 1963     | Sean Connery       | 78 900 000 $    |
| 3  | Goldfinger                        | Goldfinger                      | 1964     | Sean Connery       | 124 900 000 $   |
| 4  | Thunderball                       | Thunderball                     | 1965     | Sean Connery       | 141 200 000 $   |
| 5  | Žiješ jenom dvakrát               | You Only Live Twice             | 1967     | Sean Connery       | 111 600 000 $   |
| 6  | V tajné službě Jejího Veličenstva | On Her Majesty's Secret Service | 1969     | George Lazenby     | 82 000 000 $    |
| 7  | Diamanty jsou věčné               | Diamonds Are Forever            | 1971     | Sean Connery       | 116 000 000 $   |
| 8  | Žít a nechat zemřít               | Live and Let Die                | 1973     | Roger Moore        | 161 800 000 $   |
| 9  | Muž se zlatou zbraní              | The Man with the Golden Gun     | 1974     | Roger Moore        | 97 600 000 $    |
| 10 | Špion, který mě miloval           | The Spy Who Loved Me            | 1977     | Roger Moore        | 185 400 000 $   |
| 11 | Moonraker                         | Moonraker                       | 1979     | Roger Moore        | 210 300 000 $   |
| 12 | Jen pro tvé oči                   | For Your Eyes Only              | 1981     | Roger Moore        | 195 300 000 $   |
| 13 | Chobotnička                       | Octopussy                       | 1983     | Roger Moore        | 187 500 000 $   |
| 14 | Vyhlídka na vraždu                | A View to a Kill                | 1985     | Roger Moore        | 152 400 000 $   |
| 15 | Dech života                       | The Living Daylights            | 1987     | Timothy Dalton     | 191 200 000 $   |
| 16 | Povolení zabíjet                  | Licence to Kill                 | 1989     | Timothy Dalton     | 156 200 000 $   |
| 17 | Zlaté oko                         | GoldenEye                       | 1995     | Pierce Brosnan     | 353 400 000 $   |
| 18 | Zítřek nikdy neumírá              | Tomorrow Never Dies             | 1997     | Pierce Brosnan     | 346 600 000 $   |
| 19 | Jeden svět nestačí                | The World Is Not Enough         | 1999     | Pierce Brosnan     | 390 000 000 $   |
| 20 | Dnes neumírej                     | Die Another Day                 | 2002     | Pierce Brosnan     | 456 000 000 $   |
| 21 | Casino Royale                     | Casino Royale                   | 2006     | Daniel Craig       | 616 000 000 $   |
| 22 | Quantum of Solace                 | Quantum of Solace               | 2008     | Daniel Craig       | 589 000 000 $   |
| 23 | Skyfall                           | Skyfall                         | 2012     | Daniel Craig       | 1 110 000 000 $ |
| 24 | Spectre                           | Spectre                         | 2015     | Daniel Craig       | 880 000 000 $   |
| 25 | Není čas zemřít                   | No Time to Die                  | 2021     | Daniel Craig       | 774 100 000 $   |

#### Další filmy
| Č. | Český název         | Původní anglický název | Premiéra | Představitel Bonda | Tržby         |
| -- | ------------------- | ---------------------- | -------- | ------------------ | ------------- |
| 1  | Casino Royale       | Casino Royale          | 1967     | David Niven        |               |
| 2  | Nikdy neříkej nikdy | Never Say Never Again  | 1983     | Sean Connery       | 160 000 000 $ |

### Videohry
| Č. | Český název                 | Původní anglický název      | Rok vydání | Představitel Bonda | Hlas Bonda        | Vydavatel                         |
| -- | --------------------------- | --------------------------- | ---------- | ------------------ | ----------------- | --------------------------------- |
| 1  | Protřepaný ale nepromíchaný | Shaken but Not Stirred      | 1982       | –                  | –                 | Richard Shepherd Software         |
| 2  | James Bond 007              | James Bond 007              | 1983       | –                  | –                 | Parker Brothers                   |
| 3  | Vyhlídka na vraždu          | A View to a Kill            | 1985       | Roger Moore        | –                 | Domark Software                   |
| 4  | Goldfinger                  | Goldfinger                  | 1986       | –                  | –                 | Mindscape                         |
| 5  | Dech života                 | The Living Daylights        | 1987       | Timothy Dalton     | –                 | Domark Software                   |
| 6  | Žít a nechat zemřít         | Live and Let Die            | 1988       | Roger Moore        | –                 | Mindscape                         |
| 7  | Povolení zabíjet            | Licence to Kill             | 1989       | Timothy Dalton     | –                 | Domark Software                   |
| 8  | Agent, který mne miloval    | The Spy Who Loved Me        | 1990       | Roger Moore        | –                 | Domark Software                   |
| 9  | Aféry tajního jednaní       | The Stealth Affair          | 1990       | –                  | –                 | Interplay Entertainment           |
| 10 | Souboj                      | The Duel                    | 1993       | Timothy Dalton     | –                 | Domark Software                   |
| 11 | Zlaté oko                   | GoldenEye 007               | 1997       | Pierce Brosnan     | –                 | Nintendo                          |
| 12 | James Bond 007              | James Bond 007              | 1998       | –                  | –                 | Nintendo                          |
| 13 | Zítřek nikdy neumírá        | Tomorrow Never Dies         | 1999       | Pierce Brosnan     | Adam Blackwood    | Electronic Arts a MGM Interactive |
| 14 | Jeden svět nestačí          | The World Is Not Enough     | 2000       | Pierce Brosnan     | Tim Bentinck      | EA Games                          |
| 15 | Závodění                    | 007 Racing                  | 2000       | Pierce Brosnan     | Tim Bentinck      | EA Games                          |
| 16 | Agent pod palbou            | Agent Under Fire            | 2001       | Andrew Bicknell    | Andrew Bicknell   | EA Games                          |
| 17 | NightFire                   | NightFire                   | 2002       | Pierce Brosnan     | Maxwell Caulfield | EA Games                          |
| 18 | Všechno nebo nic            | Everything or Nothing       | 2003       | Pierce Brosnan     | Pierce Brosnan    | EA Games                          |
| 19 | Zlaté oko: Zlotřilý agent   | GoldenEye: Rogue Agent      | 2004       | Jason Carter       | Jason Carter      | EA Games                          |
| 20 | Srdečné pozdravy z Ruska    | From Russia With Love       | 2005       | Sean Connery       | Sean Connery      | Electronic Arts                   |
| 21 | 007: Quantum of Solace      | 007: Quantum of Solace      | 2008       | Daniel Craig       | Daniel Craig      | Activision                        |
| 22 | Krvavý kámen                | James Bond 007: Blood Stone | 2010       | Daniel Craig       | Daniel Craig      | Activision                        |
| 23 | Zlaté oko                   | GoldenEye 007               | 2010       | Daniel Craig       | Daniel Craig      | Activision                        |
| 24 | 007 Legends                 | 007 Legends                 | 2012       | Daniel Craig       | Timothy Watson    | Activision                        |
| 25 | První světlo                | 007 First Light             | 2026       | Patrick Gibson     | Patrick Gibson    | IO Interactive                    |